# 韓嵩
韓 嵩（かん すう、生没年不詳）は、中国後漢末期の政治家。字は徳高。荊州南陽郡の人。

## 概要
黄巾の乱を避けて南方へ避難し、司馬徽に師事して徐庶・龐統・向朗らと親交した。
劉表に脅迫されて出仕し、別駕従事・従事中郎を歴任した。皇帝の真似事を行う劉表を正論で諫めたため、疎んじられるようになったという。
官渡の戦いが起こると、韓嵩は後任の別駕従事劉先と共に「殿が天下を狙うのでしたら、両者の疲弊を狙って攻め立てるべきです。もし、その志がないのでしたら曹操に帰順なさるべきです」と、劉表に進言した。大将の蒯越も同様の進言をしたが、それでも劉表は決断できず、韓嵩に曹操の元へ視察に赴くよう命じた。韓嵩が「もし私が天子様から官職を賜りましたなら、天下の臣となり、殿のために命を投げ出せなくなります」と述べたが、劉表は構わず派遣を命じた。
果たして韓嵩は献帝から侍中・零陵太守に任じられ、帰国すると曹操を称賛したので、激怒した劉表に曹操との内通を疑われ処刑されそうになった。劉表の妻蔡氏が弁護したために死刑は免れたが、投獄された。
劉表の死後、後を継いだ劉琮に対して曹操への降伏を進言した。劉琮降伏後、自身も曹操に仕えて大鴻臚に任じられた。曹操は荊州の人々の優劣を韓嵩に評価させ、それをもとに人事を行なったという。